# Сальсен
Сальсе́н (фр. Salsein) — коммуна во Франции, находится в регионе Окситания. Департамент коммуны — Арьеж. Входит в состав кантона Кастийон-ан-Кузеран. Округ коммуны — Сен-Жирон.
Код INSEE коммуны — 09279.

## Население
Население коммуны на 2022 год составляло 46 человек.
| 1962 | 1968 | 1975 | 1982 | 1990 | 1999 | 2008 | 2010 | 2015 | 2020 | 2022 |
| ---- | ---- | ---- | ---- | ---- | ---- | ---- | ---- | ---- | ---- | ---- |
| 44   | 56   | 42   | 35   | 30   | 41   | 46   | 45   | 46   | 48   | 46   |

## Экономика
В 2007 году среди 27 человек в трудоспособном возрасте (15—64 лет) 20 были экономически активными, 7 — неактивными (показатель активности — 74,1 %, в 1999 году было 70,8 %). Из 20 активных работали 18 человек (12 мужчин и 6 женщин), безработных было 2 (1 мужчина и 1 женщина). Среди 7 неактивных 1 человек был учеником или студентом, 3 — пенсионерами, 3 были неактивными по другим причинам.